# Culinária indígena no Brasil

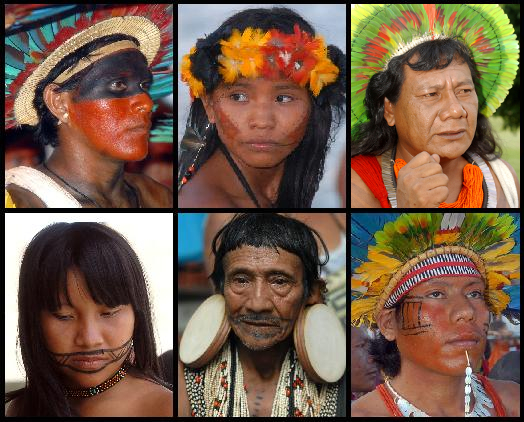
Povos indígenas brasileiros

A culinária indígena no Brasil é fruto de uma mistura de ingredientes de mais de duzentas etnias indígenas oficialmente reconhecidas no Brasil.
Os povos indígenas passam por modificações nos costumes alimentares nativos em sua contínua resistência contra a ocidentalização de seus hábitos alimentares. São transformações nutricionais que levam ao empobrecimento da dieta, crescimento da ingestão de gorduras e açúcares e simplificação da diversidade alimentar. Por consequência, a quantidade de vitaminas e minerais ingeridos pelos indígenas brasileiros tem diminuído significativamente.
Identificam-se atualmente carências nutricionais, quadro de desnutrição, anemia, sobrepeso e a obesidade entre eles.
Contraditoriamente, a culinária do Brasil é resultante da mistura de sabores das culinárias ameríndia, europeia, africana, oriental e, ainda que pouco valorizada e ofuscada pela cultura alimentar trazida pelos imigrantes, a dieta indígena está passando por um processo de ocidentalização.

## Hábitos alimentares indígenas
De acordo com o escritor paraense Abguar Bastos, podemos dividir os alimentos consumidos pelos índios em seis categorias: mágicos, de resguardo, interditos, compensatórios, privativos e sagrados. As explicações abaixo foram todas baseadas no livro A pantofagia ou as estranhas práticas alimentares na selva, de Bastos.

### Alimentos indígenas mágicos
São aqueles reservados para os espíritos. Em diferentes aldeias, o pajé separa uma parte do alimento que está sendo preparado e a deposita em um determinado local, a fim de que os espíritos também se alimentem daquela comida. Essa porção de alimentos para os espíritos é de partes específicas de uma caça, por exemplo.
Também são considerados, por Abguar Bastos, mágicos os alimentos que os índios consomem a fim de obterem algo, os Kraó, por exemplo, ingerem infusões de certos vegetais antes de saírem para caçar, e a escolha do vegetal depende da espécie de animal que desejam obter.

### Alimentos indígenas de resguardo
São os que devem ou não ser consumidos durante um determinado período, em que há um rito de passagem. Ritos de passagem são cerimônias que determinam a passagem de um estado social de um grupo ou pessoa para outro, como funeral, nascimentos, matrimônios, gestação.
Os índios acreditam que o consumo de alimentos em um período inapropriado pode trazer graves consequências para a pessoa que os ingeriu e/ou para seus familiares. Entre os índios Bororo, que vivem no Mato Grosso, por exemplo, as mulheres, após darem à luz, não comem carne de tatu ou de tartaruga, pois acreditam que esses alimentos tornam seus bebês raquíticos, e os pais devem ficar de três a cinco dias após o parto sem comer ou beber água fresca. No Maranhão, as índias Urubu-Kaapor que estão próximas de terem a menarca tomam sopa de aipim e podem comer apenas tartaruga branca, os peixes mandi e aracu e chibé, que é uma farinha seca diluída em água. Entre os índios Tupinambá, quando nascia um bebê, o pai ficava proibido de comer carne, peixe ou sal durante três dias, alimentando-se apenas de uma espécie de farinha nesse período.

### Alimentos indígenas interditos
São os alimentos proibidos de serem ingeridos por toda uma comunidade indígena. No sul do Brasil há os índios Kaingang, que, assim como os Rikbaktsa, do norte do Mato Grosso, não comem tamanduás. Para os Kaingang foi o tamanduá quem ensinou a eles cantos e danças e, por isso, devem gratidão a esse animal. Os índios Xirin, do Pará, não comem o jaú (peixe); os Karajá, do Tocantins, não comem tatu; os Tapirapé, do Mato Grosso, não comem bicho-preguiça. De uma maneira geral, o que impede uma comunidade indígena de consumir a carne de determinado animal são as lendas que contam que determinado ser já foi um humano em tempos remotos, por exemplo.

### Alimentos indígenas compensatórios
São aqueles que os índios recebem como recompensa antes ou após uma tarefa árdua, como a caça ou a construção. Os índios Bakairi têm o hábito de pedir e ganhar alimentos de toda a aldeia antes e depois de saírem para caçar. No grupo Krahò, localizado no Tocantins, cada homem oferece para uma mulher, que não seja esposa, um alimento que encontrou na mata, e, em retribuição, essa mulher oferece uma comida por ela preparada. Dessa forma, a amizade entre as famílias é constantemente fortalecida.

### Alimentos indígenas privativos
Alguns alimentos podem ser consumidos exclusivamente por determinados indivíduos ou grupos. No Mato Grosso, entre os índios Suyá, apenas os homens podem comer os miúdos da anta. Entre os Erigpagtsá, somente os homens podem comer a cabeça de macacos e de porcos-do-mato.

### Alimentos indígenas sagrados
Os alimentos que são influenciados espiritualmente antes do consumo, Abguar Bastos define como sagrados. Kariana é um rito de passagem feminino relativo à puberdade, nele o beiju com molho de pimenta, o peixe cozido e a cabeça de peixe a serem consumidos pelas meninas são benzidos e defumados pelos pajés. O leite materno dos índios Wanana, habitantes da parte noroeste da Amazônia, também é benzido por pajés para ser oferecido para as crianças durante o batismo. Entre os índios Marubo, no sudoeste do Amazonas, quando alguém do grupo está doente, os pajés cantam sobre um pote de mingau, que será oferecido ao enfermo. Esse canto é considerado sagrado e capaz de curar doenças. A mesma situação pode ser observada entre os índios Baniwa, do norte do Amazonas.

## Costumes alimentares e receitas indígenas
Existem, atualmente, mais de duzentos povos indígenas conhecidos no território brasileiro. Cada um com seus hábitos alimentares, preferências gastronômicas e alimentos que não conseguem ingerir. Iguarias para alguns são alimentos repulsivos para outros.

### Das larvas e insetos vivos
Aos povos da Amazônia, como em partes da África e da Ásia, há comidas que não se encontram tipicamente nas culinárias de povos de descendência europeia ou africana. Porém, isso não significa selvageria, falta de civilização ou falta de higiene.
As larvas e lagartas são, por isso mesmo, amplamente provisionadas como alimento, não só entre os índios, como entre as populações rurais. Nas regiões altas, as larvas do gorgulho dos buritizeiros eram muito apreciadas (Martius). Muito requisitadas por outros grupos humanos eram as larvas de um inseto que contaminava as frutas da palmeira uauaçu (Attalaya espertabilis Mart.).
Cabe aqui uma referência pitoresca. Entre os Atché do rio Uruguai, a larva chamada "coró" constitui, para quem a encontra minando algum pau podre, verdadeiro tesouro, de vez que, só por esse fato, a mulher de outro poderá largá-lo para viver com o felizardo que descobriu uma nova fonte de coró.
As larvas de besouros colhidos em paus ocos são fritas na própria gordura, quando não comidas cruas

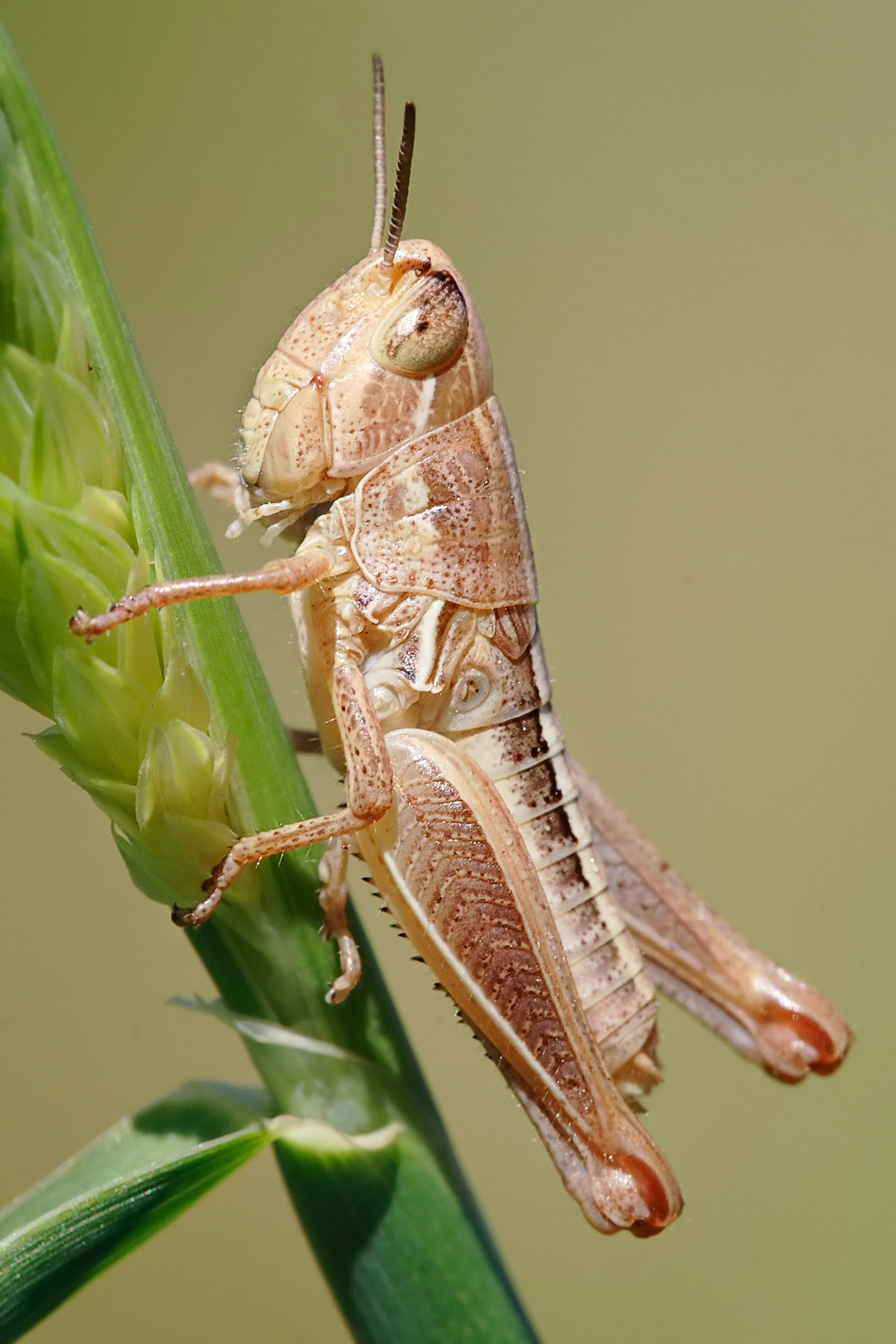
Gafanhoto

### Dos anopluros (Piolhos)
Parasitas também fazem parte de algumas dietas indígenas;. De acordo com Abguar Bastos os viajantes não indígenas, com suas diferenças culturais, ficavam estupefatos ao verem as mulheres aborígenes mastigarem piolhos, escrevendo: "[...] os cabelos [...] muito maltratados e cheios de piolhos, que mutuamente se catam, com uma faca da ponta, trincando-os, depois, nos dentes, como vimos".
Os Crichaná, segundo Barbosa Rodrigues, consideram essa prática "vulgar": "O costume de comer bichos de cabeça é vulgar entre eles, como em muitas outras tribos da região amazônica".
Diz Stradelli que o piolho do indígena (Kiyua-rana) é diferente do que infesta a cabeça dos brancos. São mais gordos e munidos de palpos "com que se seguram".
É possível que os índios observassem o comportamento de certos pássaros e os imitassem quanto ao aproveitamento de anopluros, como o carrapato.
A origem dos piolhos estaria no velho Krã-Kamdjuáre (mito kaiapó), que mandava as moças catá-los e, como tinha dentes na cabeça, mordia-lhes os dedos e chupava o sangue e as matava, pois era antropófago. Um dia conseguiram matá-lo, mas ficaram os piolhos como praga para atormentar os mortais. O costume de consumir piolhos não se encontra somente entre povos indígenas brasileiros, mas também em outros povos: "As mulheres de Java, diz Bristowe, catam a cabeça das amigas, trincando os piolhos com os dentes".

### Das lagartas e insetos expostos ao fogo
Segundo o relato de Bastos, não somente as larvas miúdas, de frutas ou não, eram procuradas como alimento. As maiores (lagartas) tinham, igualmente, grande aceitação: "Larvas e lagartas só os vi comer de determinadas espécies, que possivelmente vêm das grandes castanheiras. Cozinhavam-nas em pratos compostos, misturados com cará e castanha da Amazônia (Bertholletia excelsa) ralada. Às vezes juntavam bananas maduras e carne de aves".
O mesmo autor refere-se aos Erigpagtsá (Canoeiros), índios que habitam o alto Juruena, em Mato Grosso. Sobre os pratos com variadas misturas, o autor volta a falar: "Preparavam-nos, juntando farinha de mandioca, castanhas raladas, batata doce ou cará cozido e pilado, misturando com grande punhado de lagartas (de borboleta) de castanheira que os homens traziam da mata, embrulhadas em folhas verdes. Era um prato muito apreciado. Estas lagartas estavam presas numa teia de fios finos como seda, da qual tinham de ser retiradas. Lavavam as lagartas e juntavam, quando os outros ingredientes já estavam quase cozidos".
Como vemos, as lagartas consumidas eram colhidas em seu estado de crisálida e, quanto ao seu sabor, só os Erigpagtsá saberiam explicar, porquanto as ditas lagartas também eram misturadas ao inambu-galinha cozido, pelo que pareciam entrar nos alimentos como condimento especial.
Não se diga, no caso dos Canoeiros, que havia falta de outros alimentos. Tinham, além da caça e da pesca, grande variedade de vegetais: castanhas, bananas, cará, abóbora, feijão, mandioca, milho, de vez que exercitavam a agricultura. De onde se conclui que as larvas deviam representar um pitéu especial.
Entre os Tukano do rio Tiquiê, afluente do Uaupés, as lagartas também eram petisco bem festejado, como relata Bastos:
"Nas cabeceiras do rio Tiquié, Papuri e outros afluentes onde escasseiam os peixes, os índios alimentam-se também de lagartas, que aparecem de agosto a novembro nas árvores cumuri, da família das euforbiáceas. São lagartas de cor escura, com pontos brancos e do tamanho de um dedo. Para apanhá-las, limpam a mata embaixo da árvore, cobrem o chão com folhas de bananeira da mata, a modo de lençol, depois sacodem os galhos, fazendo-as cair em grande quantidade. Apanham-nas, torram-nas e guardam-nas em paneiros como a farinha de mandioca. Quando aparecem lagartas, os índios largam os trabalhos e lá vão famílias inteiras a cata desses bichos. Se as lagartas já se encerraram no casulo, ao redor dos galhos e na bifurcação dos mesmos, bem apinhadas, como os bichos da seda, os índios cortam os galhos e os levam, para comer as crisálidas torradas ou cruas. Vêm, então, homens, mulheres e crianças, cada qual com um galho na mão, a rasgar com as unhas os casulos e a comer as crisálidas com a maior avidez". Quanto às lagartas, há certas regras, como a de se lhes arrancar a cabeça e tirar os intestinos, sem o que pode resultar envenenamento.

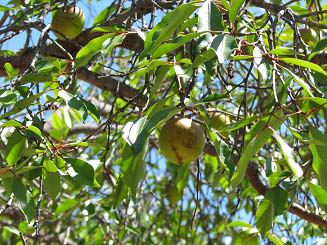
Mangaba

### Das frutas e legumes
De uma maneira geral, as hortaliças não fazem parte dos hábitos alimentares dos indígenas.
Entre os frutos silvestres que lhes servem de alimento estão a mangaba, denominada de bato-i (Hancornia speciosa); o ingá (Inga edulis) que eles chamam de y-igá; o araçá (Psidium araca); a jabuticaba (Myrthus jaboticaba); o abiu (Lucuma caimito); a guabiraba (Campomanesia guabiraba, Abbelillea maschalantha); o oiticoró (Moquilea rufa); o mamão pequeno (Caryca papaya); o maracujá (Passiflora edulis, Passiflora bahiensis,Passiflora alata); a sapucaia, também chamada cumbuca-de-macaco (Lecythis pisonis), da qual comem a carne e as sementes e moqueiam ou assam a castanha, considerada uma das delícias indígenas; o jenipapo (Genipa americana), cuja polpa e sementes são saboreadas, sendo a casca utilizada para pintar o corpo de preto; o pequi (Caryocar brasiliense), aproveitando a amêndoa para a extração de um óleo rico em carotenos. A palavra pe-qui, na língua tupi, significa casca espinhosa, característica da fruta que é cheia de espinhos miúdos e finos.
Para muitos índios, a mandioca é a base da alimentação, sendo o milho também importante para muitas tribos. Alguns, como os Timbira, de Tocantins e Maranhão, e os Nambikwara, de Rondônia, coletam alimentos disponíveis na floresta, sem se dedicar muito a plantações, ao contrário dos Caiapó, de Mato Grosso e do Pará, que possuem grandes roças, contando inclusive com especialistas para avaliar o local do melhor solo para as suas culturas agrícolas nas aldeias.

### Os temperos
Os seus temperos são basicamente o sal e a pimenta ou uma mistura pilada dos dois. Eles utilizam diversos tipos de pimenta: redonda, comprida, verde, vermelha, pequenas ou grandes. Alguns utilizam também o limão, ervas silvestres, palmito de pindoba e o bredo ou caruru para temperar seus alimentos. O sal é obtido por meio da evaporação da água do mar, no caso das tribos que habitam a região litorânea (litoral), em salina natural (areias impregnadas de sal) ou a partir da queima de madeira, de onde é retirado o sal das cinzas, bastante rico em potássio. O tempero sempre é colocado após o preparo e até mesmo comido junto com o alimento, colocando-se um naco de comida na boca e em seguida o tempero.

### Bebidas
Por meio do processo de fermentação do milho, da macaxeira, do caju, do jenipapo, da jabuticaba e da mangaba, os índios fabricam bebidas, uma espécie de vinho chamado genericamente na língua tupi de cauim ou cahoi.
O caxiri é uma bebida feita à base de mandioca produzida pelos índios Macuxi em Roraima. Conforme a tradição indígena, somente as mulheres podem preparar o caxiri. O preparo se inicia com a escolha e a colheita da mandioca brava. Após isso, o ingrediente base do caxiri passa por um processo de limpeza, com o descarte da casca.
A mandioca é passada no ralo para que se obtenha a massa pastosa e misturada com água.
Segundo a tradição, a massa deve ser cozida em panela de barro, no fogão a lenha e ser mexida constantemente. O cozimento dura de 24h a 48h, pois a mandioca tem uma substância que, quando ingerida crua, pode provocar Intoxicação.
O teor alcoólico da bebida vai depender desse tempo de fermentação. É indicado que, depois de cozida, a massa da mandioca descanse por apenas três dias.

### Outros alimentos não convencionais

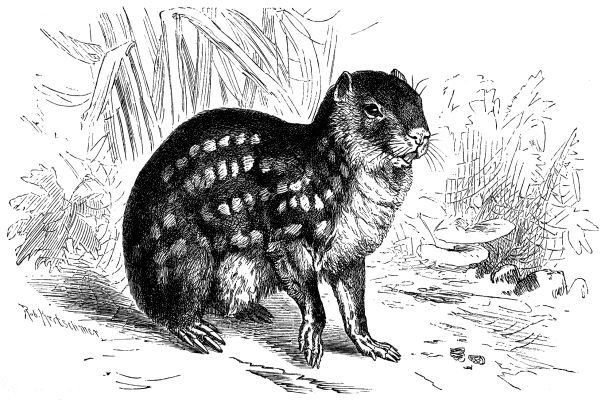
Paca

O indígena transforma a selva num empório gigantesco de animais, vegetais e minerais comestíveis, sem preconceitos de paladar, o que lhes dá, sem dúvida, maiores disponibilidades alimentícias nos momentos difíceis. De repente pode faltar-lhes a caça, o peixe, a mandioca, o cará, o inhame, o milho, o mendobi, a abóbora, a castanha, a banana, o buriti, o açaí, o mel de abelha ou de pau, o feijão ou o palmito. Então é preciso invadir a área das larvas, das lagartas, dos besouros, das cobras, dos lagartos, das saúvas.
Dos inúmeros animais silvestres, ele copia os costumes e os utiliza. No pau podre, no âmago das frutas, nos tufos das palmeiras, na tabatinga ou nas praias, pode encontrar recursos à satisfação fisiológica da fome.
As caças mais requintadas são, pelo tamanho: a anta, os veados, a capivara, o queixada e o caititu. Participam; também, da culinária rural e urbana: a paca, a cutia, o tatu e a maioria das aves.
Aprecia o macaco e a preguiça. Nem sempre rejeita a onça, como acontecia entre os Txukahamãi: "Lançam mão de todo tipo de caça e qualquer peixe, arraias etc. Comem ainda onça, gavião e da caça grossa nada perdem, nem mesmo as tripas".
Os Guaicurus não só se alimentavam de palmito e coquilhas da macajuba, também comiam cobras, jacarés, onças, veados, antas, capivaras. Apenas as mulheres casadas não comiam anta, nem capivara.

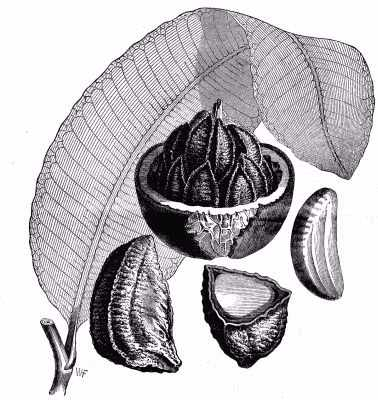
Castanha-do-pará

Além de se alimentarem com frutas assadas e cozidas, os Krichaná faziam manteiga.
A castanha do Pará (conhecida hoje como castanha do Brasil) e o mel de abelha eram também alimentos fundamentais na dieta do índio brasileiro. Quando ainda não conheciam a cana-de-açúcar – que chegou ao Brasil em 1502, proveniente da Ilha da Madeira –, os indígenas retiravam o mel dos favos das colmeias, após afugentarem as abelhas com fogo, e ainda comiam as abelhas assadas sobre pedras. Sabiamente, tinham o cuidado de deixar um pouco de mel para assegurar a continuação do trabalho das abelhas, o que garantiria a obtenção permanente do alimento.

### Receitas (delícias) indígenas

#### Sapo na taboca
Este prato pode ser preparado com homo (espécie de jia) ou com kaawa (canoeiro). A peculiaridade desta forma de preparo está no gosto especial que a taboca dá à carne, realçado pela palha do poreki (termo regional para açafrão). Retiram-se as tripas do sapo, lavando-o em seguida. Tempera-se a carne com sal, coloca-se no cano da taboca e adiciona-se uma quantidade de água que não derrame ao ferver. Tampa-se o cano com a palha de poreki, afasta-se a brasa e escora-se o cano da taboca (verticalmente) com um graveto, de modo que só pegue o calor mas não fique em contato direto com o fogo. Depois que começar a ferver, deixa-se por mais ou menos dez minutos, e está pronto. Come-se quente ou morno, acompanhado de macaxeira cozida ou banana-grande assada.

#### Peixe com banana verde ralada
Limpa-se o peixe, que em seguida deve ser cortado em pedaços. Coloca-se o peixe em uma panela com água para ferver já com o sal. Enquanto cozinha, rala-se a banana. Quando o peixe estiver cozido, coloca-se a banana ralada aos poucos, mexendo sempre. Deixa-se a banana cozinhando até engrossar o caldo.

#### Linguiça de macaco preto
Tira-se o estômago do macaco, que deve ser limpo e em seguida lavado em água fervente. Cortam-se o fígado, um pouco de carne e toda a gordura. A mistura deverá ficar como se tivesse sido moída. Esta receita leva pequena quantidade de carne, e seu sabor característico é o resultado da combinação da gordura com o fígado. Tempera-se a mistura com sal, pimenta-malagueta ou outra pimenta forte e batade de poreki ralada. Coloca-se a mistura dentro do estômago do macaco e costura-se com linha de algodão, para que não saia. Cozinha-se com água por cerca de uma hora. Depois de cozido, coloca-se para moquear; após mais ou menos uma hora, estará pronto para comer.

#### Tracajá cozido no casco com ovos
Limpa-se o tracajá, retirando todo o fato. Corta-se a carne e reserva-se. Afastam-se as brasas (formando um círculo) e coloca-se o casco do tracajá no meio. Adiciona-se um pouco de água à carne, que deve ser colocada dentro do casco. Quando estiver cozido, tempera-se com sal. Cortam-se umas quatro ou cinco bananas-grandes sobre a carne, mexendo sempre. Colocam-se de seis a dez ovos de tracajá dentro do cozido; em seguida retira-se o casco do fogo - está pronto.

#### Pato no tucupi
Em uma panela pequena, com água até um pouco mais da metade, cozinhe o pato junto com um tomate e uma cebola picados, colorau, um dente de alho, algumas folhas de alfavaca e chicória e uma pitada de sal. Cozinhe até que a carne esteja macia. Retire o pato e leve ao forno para assar em fogo alto. Depois de assado, corte-o ao meio e nas juntas. Reserve. Em outra panela ferva o tucupi, as folhinhas de chicória e as de alfavaca, os dentes de alho e o sal. Junte o pato e os maços de jambu. Deixe ferver por mais 10 minutos. Sirva com arroz branco e farinha d'água.

## Receitas brasileiras de origem indígena
Com seus ingredientes e técnicas, a culinária indígena, juntamente com a culinária africana, formam a base da culinária do Brasil. Há uma variedade de itens no cardápio diário do brasileiro que são de origem indígena, assim como existem diversas formas de preparo e de consumo indígenas que foram assimilados pela culinária do Brasil, entre os quais podem ser destacados:

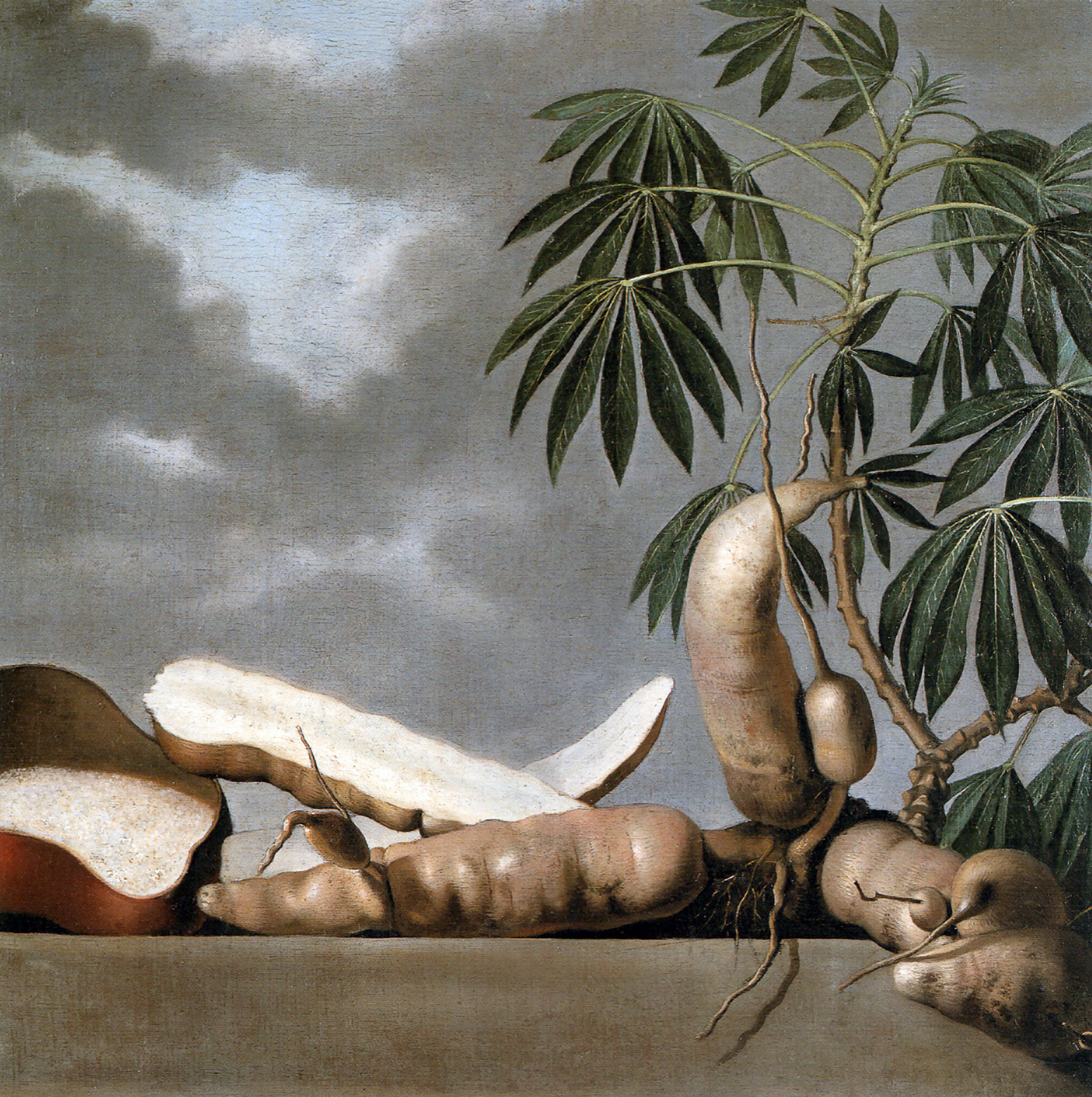
Mandioca

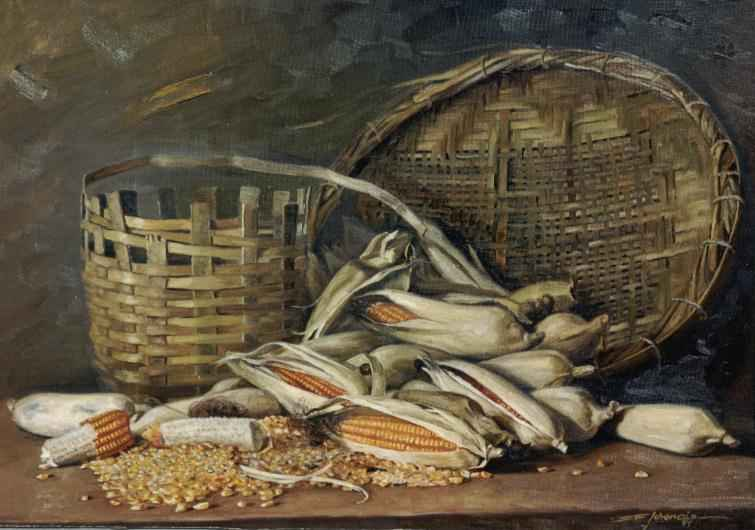
Milho

- O uso da farinha de mandioca em beijus, tapiocas e pirão;[16][19]
- Alimentos cozidos ou assados em folhas de bananeira;
- Refeições à base de milho;
- E consumo de paçoca, uma espécie de farofa feita com peixe ou carne pilados com farinha.

### Culinária regional do Norte

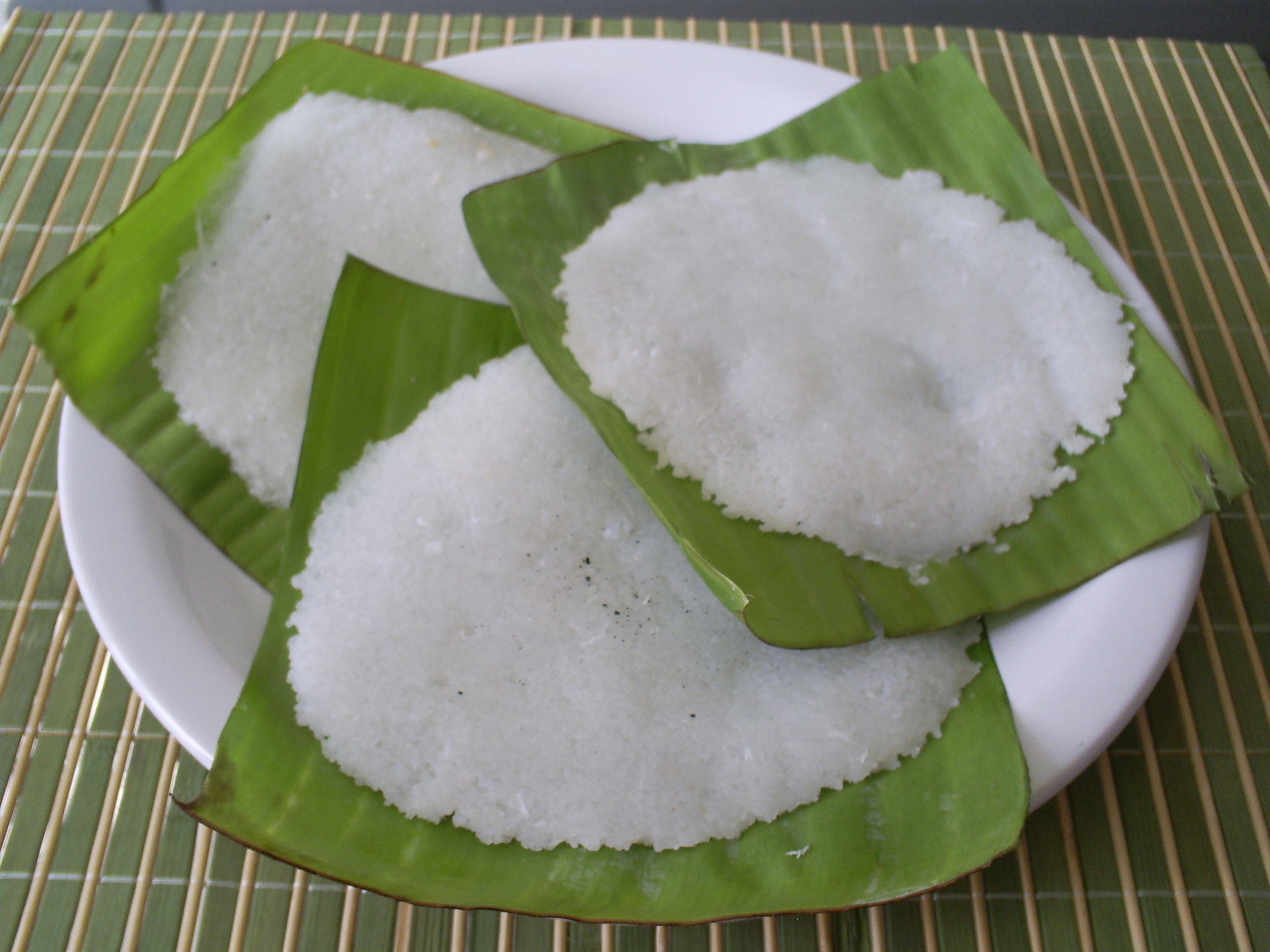
Biju

A culinária regional do norte do Brasil recebeu grande influência dos costumes indígenas.
De acordo com o ecólogo Adeílson Lopes da Silva, da equipe do programa Rio Negro, do Instituto Socioambiental (ISA), elementos da culinária indígena do alto do Rio Negro têm grande potencial gastronômico, como o tucupi preto, os óleos de palmeiras, o mel de abelhas nativas e os cogumelos comestíveis.

### Ingredientes da culinária indígena
- Tipos de peixes de água doce[20]:acari, auanã-dourado, cascudo, surubim, pirapitinga, piranambu (Brachyplathystoma filamentosum),tucunaré, tambaqui, pirarucu, tainha, camurupim, ituí-cavalo, judiá, xaréu, curimatá, cangati, piranha e entre outros;
- Tipos de tartarugas: juruá-açu, capitari, tracajá, matamatá, cabeçudo, pitiú;
- Vegetais e frutas da floresta: açaí, bacaca, buriti, taperebá, ginja, pupunha, murici, uamari, cupuaçu, bacuri, camapu, uxi, angá, piquiá, camutim, cutitiribá, grumixama, cubiu, guaraná e outros;
- Especiarias locais: pimentas cajurana, mata-frade, murupi, camapu, murici, olho-de-peixe, ova de aruana, pimenta de-cheiro, olho-de-pomba e outros.[21]

### Receitas mais populares
Entre os alimentos líquidos indígenas encontra-se a origem do tacacá, do tucupi, da canjica e da pamonha.

#### Tacacá
O tacacá surge a partir do sumo da mandioca cozida, chamado manipueira, no processo de fabricação de farinha de mandioca, misturado com caldo de peixe ou caldo de carne, alho, pimenta e sal.

#### Tucupi
O tucupi surge a partir da fervura mais demorada do sumo da mandioca cozida.

#### Canjica
A canjica era uma pasta de milho puro até receber o leite, o açúcar e a canela dos portugueses, ganhando adaptações de acordo com o preparo, como o mungunzá, nome africano para o milho cozido com leite, e o curau, feito com milho mais grosso.

#### Pamonha

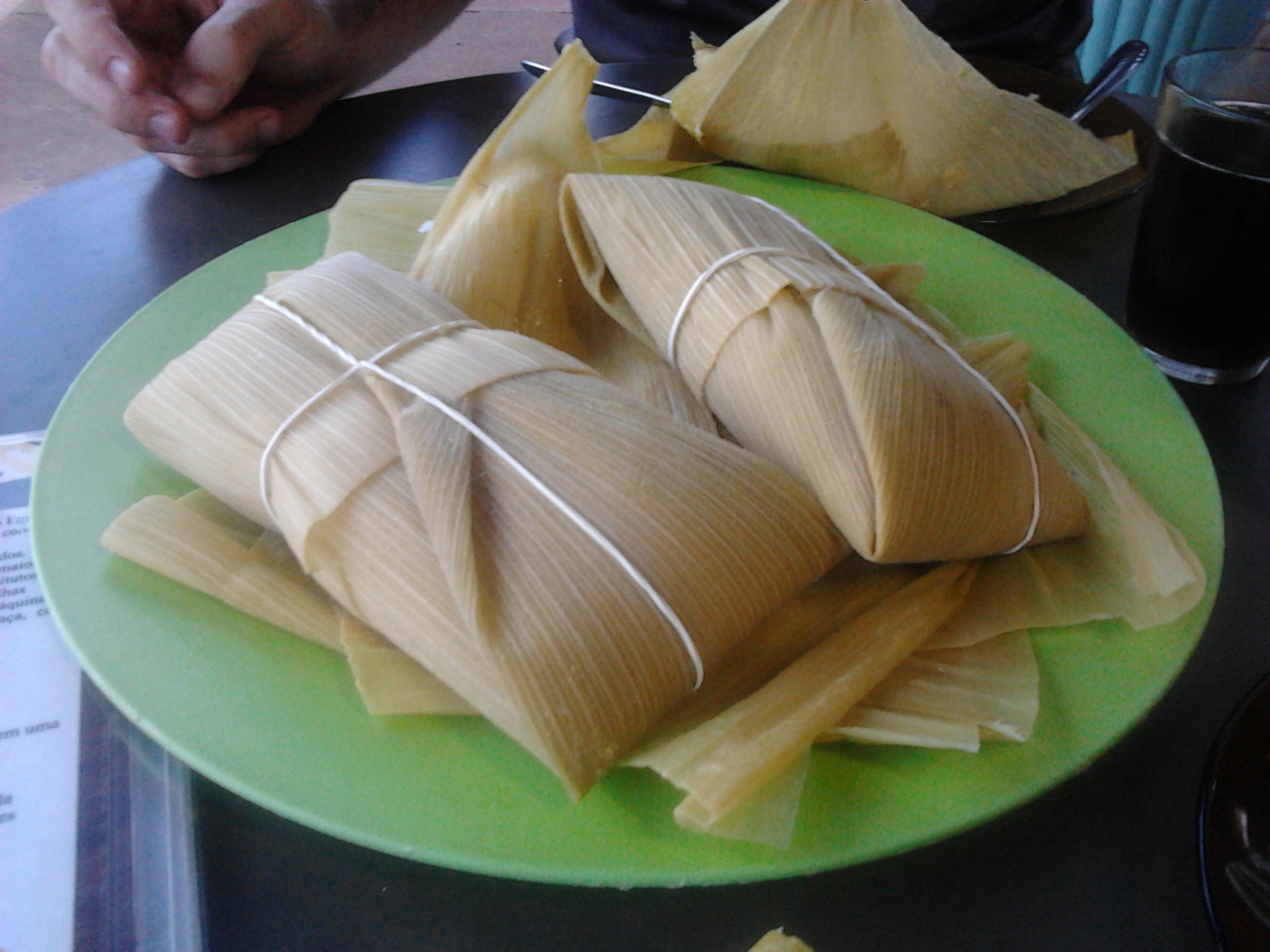
Pamonha

A pamonha era um bolo mais grosso de milho ou arroz envolvido em folhas de bananeira. Fabricavam também bebidas alucinógenas para reuniões sociais ou religiosas como a jurema no Nordeste.

#### Jiquitaia
A jiquitaia é uma mistura de diferentes tipos de pimentas secas ao sol e piladas com sal; essa mistura, elaborada pelos índios Baniwa, é vendida na cidade de São Paulo e utilizada por chefs de cozinha.

## Objetos utilizados para obtenção e preparo dos alimentos

### As armadilhas para pesca
Para pesca, os índios Tucanos, além de outros grupos, constroem a armadilha cacuri, durante o verão, enquanto o rio não está cheio. A armadilha é feita de cipó e madeira, que precisam ser resistentes para que a armadilha dure cerca de dois anos. Enquanto o homem constrói essa armadilha, ele precisa seguir uma dieta rigorosa (não comer comida quente ou carne de caça) e está proibido de comer pratos feitos por sua mulher enquanto estiver menstruada. Os índios acreditam que a armadilha não funciona quando a dieta não é seguida rigorosamente. Outra armadilha é o jequi, de formato cilíndrico, construído antes da piracema; utilizam-se os mesmos materiais e a dieta também deve ser seguida por quem a constrói. Cada índio possui um local próprio para instalar suas armadilhas.
Também há a armadilha caiá, geralmente colocada próximo a cachoeiras e confeccionada com madeira grossa e resistente. Durante sua construção, o índio pode comer apenas farinha de goma, beiju de goma e tapioca, ficando proibido de comer farinha amarela, além de não poder gritar e fumar com as mãos. O primeiro peixe a entrar na caiá não pode ser comido e deve ser devolvido às águas, pois a armadilha ainda é muito nova, há uma época certa para comer o pescado. A caiá depende de muitas pessoas, pois captura uma quantidade grande de peixes; cada um tem uma função, como matar os peixes, embarcá-los e distribuí-los para as famílias. Além disso, são necessárias pessoas para buscar lenha para cozinhar e moquear o pescado. O matapi é outra armadilha, que pode ser utilizada tanto no igapó quanto na beira do rio e pode ter de 2 a 9 metros. Com ela é possível capturar diversos tipos de peixe, como pacu, cará, traíra, entre outros.
Na ilha de Cananeia-SP, encontramos uma armadilha semelhante às descritas acima, chamada cerco-fixo, que garante o sustento de diversas famílias de pescadores. De acordo com pesquisadores, a origem do cerco-fixo também é indígena. A arte de montar essa armadilha tem passado de geração em geração, o que é bom, segundo o Instituto de Pesca-SP, pois garante a preservação de uma forma de pesca não agressiva e sem desperdícios.

### A cozinha indígena
Na cozinha dos índios Tucano, por exemplo, há sempre um jirau, que é uma grade formada por varas apoiadas sobre forquilhas, uma grelha artesanal chamado moquém (forma típica de os índios assarem suas carnes, com a finalidade, inclusive, de conservá-las usando defumação por um período maior de tempo quando a quantidade de pescado é grande, transformando-o em peixe moqueado). O moquém também é usado para fazer o peixe avuado, outra técnica indígena para assar o pescado na brasa diretamente na areia da praia.
Pendurado sobre o jirau há um objeto de palha trançada de formato retangular, que serve para armazenar e defumar a pimenta, o que ajuda na conservação. Há ainda um outro jirau para guardar pratos, colheres, panelas e outros utensílios culinários. A panela utilizada para cozinhar a quiampira não pode faltar, esse prato é uma espécie de caldo à base de peixe, pimenta, água e sal, servido com beiju, principalmente para as visitas.
Entre os índios Tucano há distinção de utensílios para servir comida para meninos, meninas, homens e mulheres. Para os meninos e homens a tigela possui um formato mais trabalhado, para meninas e mulheres o formato é mais simples, além disso, os utensílios das crianças são menores do que os dos adultos. As panelas e tigelas são feitas de cerâmica e precisam ser bem trabalhadas e decoradas, o que leva um certo tempo.

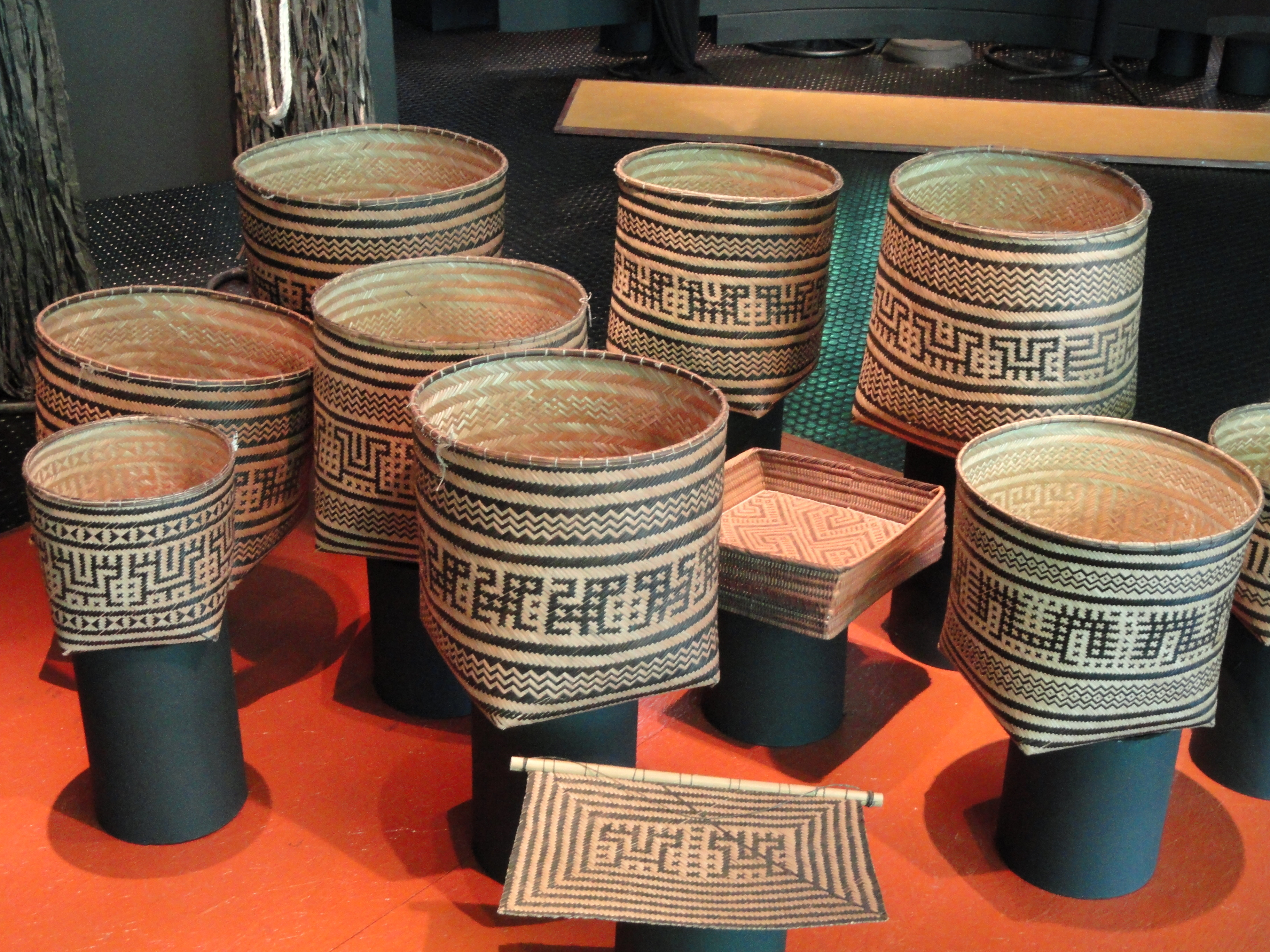
Cestaria Aparai

Na cozinha também há um forno, utilizado para torrar farinha e beiju, bases da culinária indígena. Quem constrói a cozinha das casas indígenas são os homens e quem mais a utiliza são as mulheres. As paredes e o telhado são constituídos de palha, cipó e madeira, quando o telhado é bem trabalhado, nem a água da chuva consegue atravessá-lo.

### Cerâmica
Na região do Alto Xingu, Mato Grosso, vivem os índios Waurá, cujas mulheres são especialistas em produzir cerâmicas (panelas, tigelas, cumbucas e outros utensílios domésticos) em formato de animais e espíritos, com pinturas que acabam desaparecendo após passarem pelo processo de queima. Há relatos de que essas mulheres eram capturadas por outras tribos para que nelas exercessem esse dom.
Na culinária brasileira é bastante comum a utilização de panelas de cerâmica, principalmente no preparo de moquecas e feijoadas. As Paneleiras de Goiabeiras, de Vitória-ES, são famosas por produzirem artesanalmente panelas desse material. Na cidade de Pirenópolis-GO as panelas de barro da família de D. Eva são famosas.

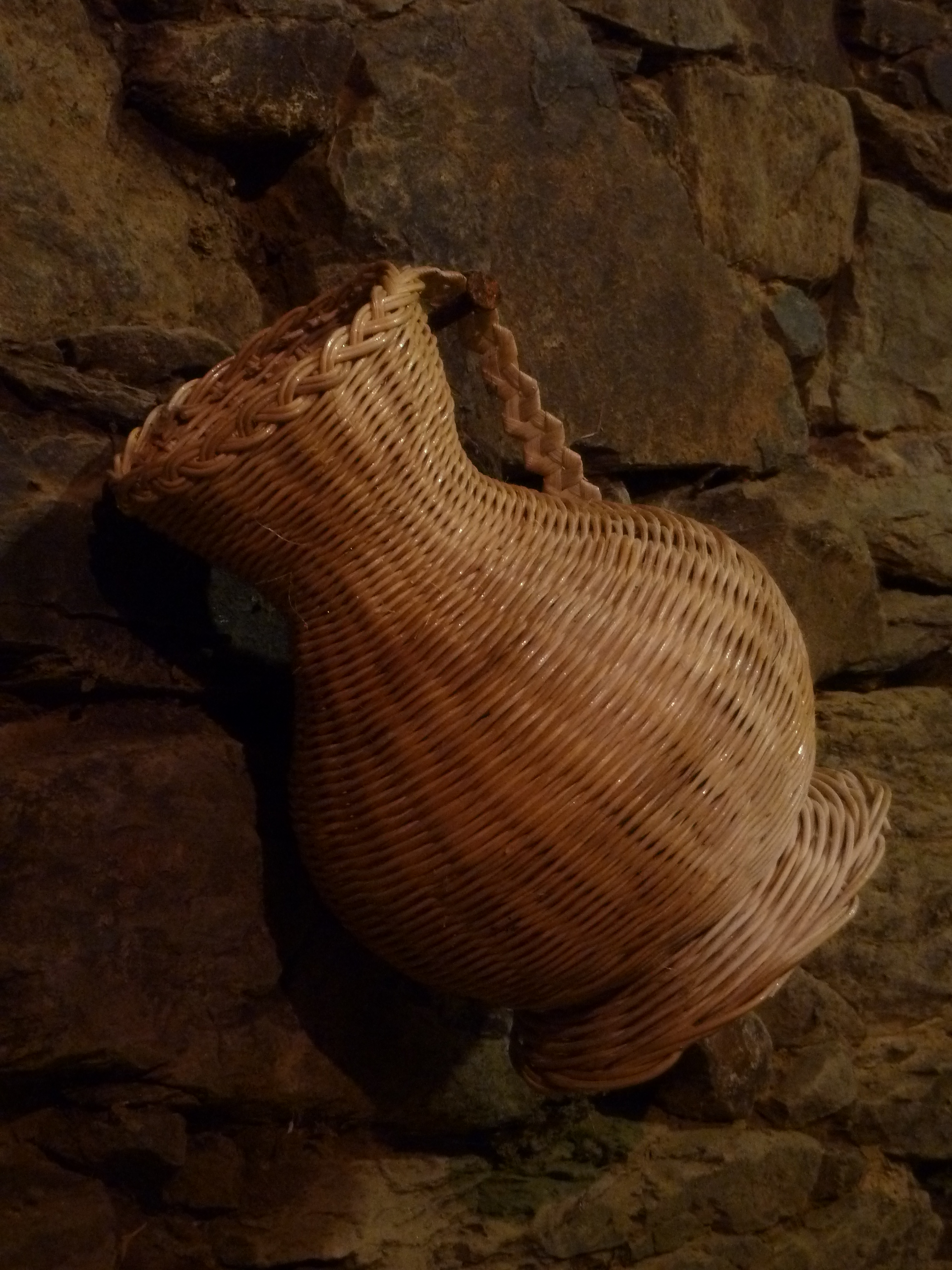
Cestaria

### Madeira
Um instrumento utilizado pelos índios Yawanawa, e também por outros grupos indígenas, é o viritre, um cabo de madeira leve com quatro hastes na ponta, serve para preparar mingaus. A função de misturar ingredientes desse utensílio lembra a do eletrodoméstico mixer, bastante utilizado no preparo de vitaminas, cremes e sopas.

### Cestaria
Diversos grupos indígenas brasileiros elaboram utensílios denominados como cestaria por Berta G. Ribeiro; trançando elementos vegetais flexíveis ou semirrígidos com técnicas diversas, os índios confeccionam utensílios para transportar, armazenar, peneirar e coar alimentos.
Aturá é um cesto-cargueiro que possui uma alça para pendurá-lo na testa e jamaxin é um cesto de mesma finalidade com duas alças para serem colocadas nas costas, como se fosse uma mochila. Com esses cestos é possível carregar até dez quilos de mandioca.
O material e a técnica utilizados para produzir a cestaria variam de acordo com o grupo e a região em que os índios vivem. Os Guarani, localizados no RJ, utilizam lasca de taquara pintada, geralmente nas cores verde, rosa, roxo, vermelho, amarelo e azul. Já os Wayana e Apalaí, do norte do Pará, utilizam fasquias do arbusto arumã.
As cestarias são vendidas como artesanato no acostamento da estrada Rio-Santos e geram renda para as famílias Guarani. Por apresentarem desenhos geométricos decorativos, serem coloridas e possuírem tampas chamam bastante a atenção dos turistas.